# 雄州
雄州（ゆうしゅう）は、中国にかつて存在した州。五代十国時代から明初にかけて、現在の河北省保定市東部に設置された。

## 概要
959年（顕徳6年）、後周が北伐により関南の地を奪回すると、瓦橋関が雄州と改められた。易州の容城県と涿州の帰義県が分割されて、雄州に属した。
1113年（政和3年）、北宋により雄州は易陽郡の郡号を受けた。雄州は河北東路に属し、帰信・容城の2県を管轄した。
1129年（天会7年）、金により雄州に永定軍節度使が置かれた。雄州は河北東路に属した。1154年（貞元2年）、雄州は中都路に転属した。雄州は帰信・容城・保定の3県を管轄した。
元のとき、雄州は保定路に属し、帰信・容城・新城の3県を管轄した。
1368年（洪武元年）、明により新城県が北平府に転属した。1369年（洪武2年）、州治の帰信県が廃止され、雄州に編入された。1374年（洪武7年）、雄州は雄県に降格され、容城県は廃止された。雄県は保定府に属した。1380年（洪武13年）、容城県が再び置かれ、保定府に属した。